# Xã Oak, Quận Smith, Kansas
Xã Oak (tiếng Anh: Oak Township) là một xã thuộc quận Smith, tiểu bang Kansas, Hoa Kỳ. Năm 2010, dân số của xã này là 285 người.